# (3551) Верения
(3551) Верения (лат. Verenia) — небольшой околоземный астероид из группы Амура (II), который принадлежит к спектральному классу V. Он был открыт 12 сентября 1983 года американским астрономом Скоттом Данбэром в Паломарской обсерватории и был назван в честь Верении, первой весталки, привезённой в Рим легендарным римским императором Нумой Помпилием.

Орбита астероида Верения и его положение в Солнечной системе

Астероид не представляет опасности для Земли — лишь однажды в XX веке он сблизился с ней до расстояния менее 40 млн км, но в XXI веке таких сближений больше не предвидится. Хотя в 2028 году будет тесное сближение с карликовой планетой Церерой до расстояния менее 0,025 а. е.